# Mír s tuleni
Mír s tuleni je česko-italský film, který se stal prvním celovečerním dokumentem s environmentální tematikou, uvedeným do českých kin. Byl distribuován také v italských a severoamerických kinech.
Film byl oceněn na mnoha mezinárodních festivalech, např. Grand Prix na největším čínském mezinárodním festivalu dokumentárních filmů v Kantonu nebo jako Nejlepší český snímek na MFF v Olomouci. Film byl uveden na významných festivalech na všech pěti kontinentech, např. MFF Karlovy Vary, Milano, Londýn, Vancouver, Toronto, New York, Washington, San Francisco, Soul, Tchaj-wan, Wellington, Mexico, Kapské Město atd. Stal se tak i jedním z nejúspěšnějších českých filmů v Asii a Pacifiku. Jako první český film se dostal také do užší nominace na Environmental Award Johna Griersona, zakladatele dokumentárního filmu, na MFF v britském Sheffieldu.

## Film
Celovečerní dokumentární bajka Mír s tuleni pojednává o tom, co je to lidská přirozenost na pozadí dvou příběhů. První tvoří osud Lachtana jihoafrického jménem Gaston, který se dle ředitele Zoo Praha Petra Fejka stal „nejslavnějším zvířetem na této planetě“ poté, co uplaval během ničivých povodní až do Německa. Pražská ZOO Gastonovi, kterého adoptoval v čase největší slávy bývalý premiér Stanislav Gross, postavila po smrti sochu.
Druhým příběhem, který se stal o 50 let dříve, je osud tuleně Odyssea, kterého odchytil na Sardinii milánský novinář, a jako mládě vypustili za přítomnosti filmových kamer do slavné kašny di Trevi. Fotoreportér Patellani, přítel Federica Felliniho a specialista na filmové hvězdy, dostal za svůj čin pokutu. Nikoliv proto, že zabil tuleně, ale poněvadž znečistil vodu v kašně. Federico Fellini se tím inspiroval pro film Sladký život a vymyslel pro takové novináře pojem Paparazzi – ti, kteří vytvářejí „přirozenost“ moderního člověka. Jak se změnil náš vztah ke zvířatům? Přírodní rezervace ve městě, akvaparky místo moří, lov tuleně s cestovní kanceláří na objednávku.
Tuleň středomořský byl za dob Homérových nejrozšířenějším obyvatelem největšího biotopu Evropy: Středozemního moře. Pak se stalo opalování módou a tuleně vystřídali na plážích lidé. Tak se tuleni stali jedním z nejohroženějších savců Evropy. Kde se budeme v budoucnu setkávat s divokými zvířat? Jak probíhá domestikace zvířat a co je to domestikace nás lidí?
Film Mír s tuleni je hravou esejistickou úvahou vyzývající ke změně pohledu a přehodnocení pozice, kterou člověk zaujímá v přírodě.

## Kritika a recenze
„Velkým pozitivem Míru s tuleni, kterým se odlišuje od desítek aktivistických dokumentů na téma ochrany přírody, je vědomí souvislostí a jejich vědomé domýšlení. Žánr bajky, v němž antropomorfizovaná zvířata přehrávají pro naše poučení lidské situace, zde vřazením do kontextu dokumentárniho filmu ztrácí svou metaforičnost a stává se přímou výzvou k empatii vedoucí k možnosti stát se – alespoň na krátký okamžik – tuleněm.“ Veronika Klusáková, LITERÁRNÍ NOVINY, 14. 2. 2008

„Moora a DiCapria poráží Novákův tuleň!

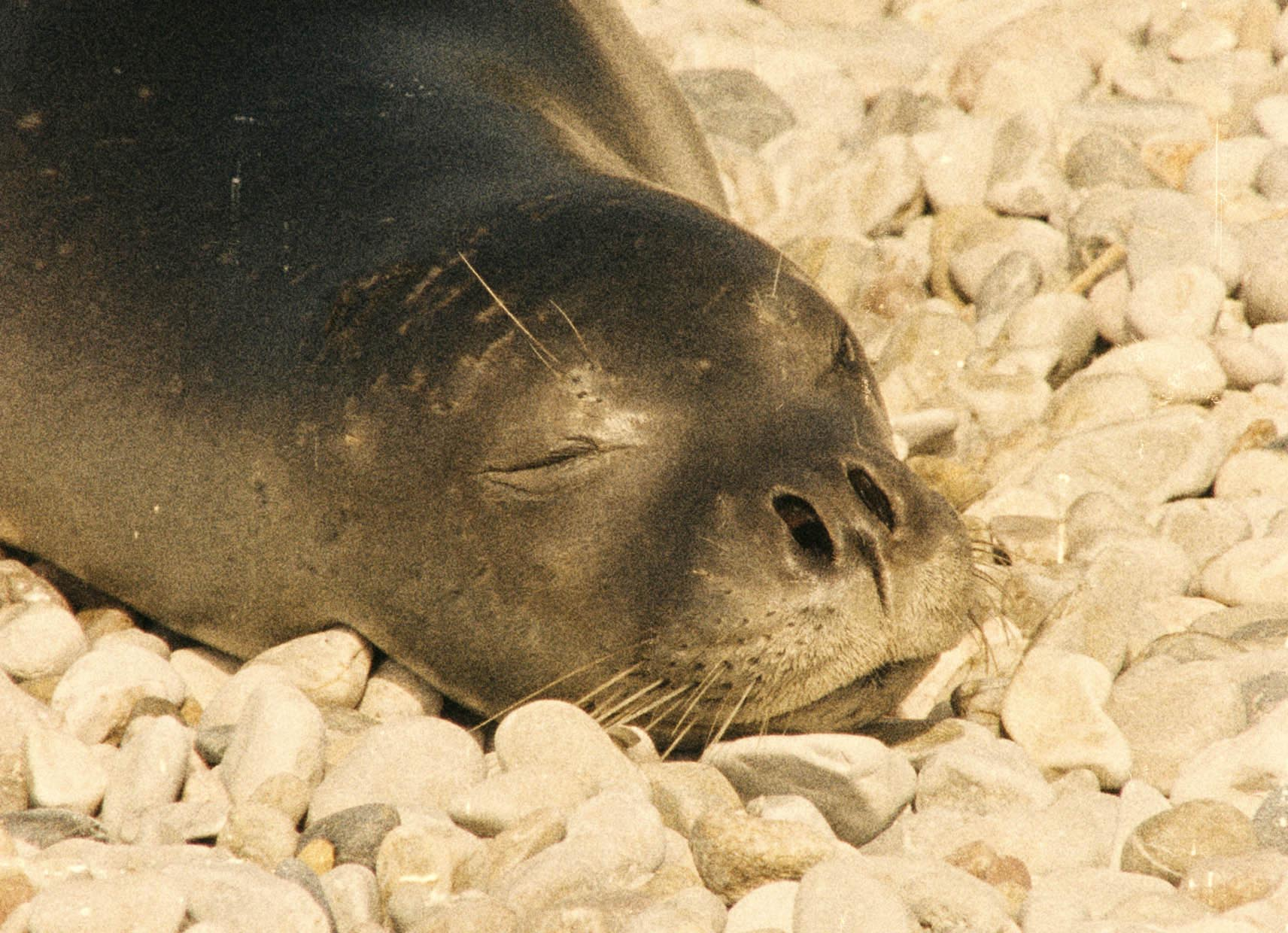
Fotogram z filmu

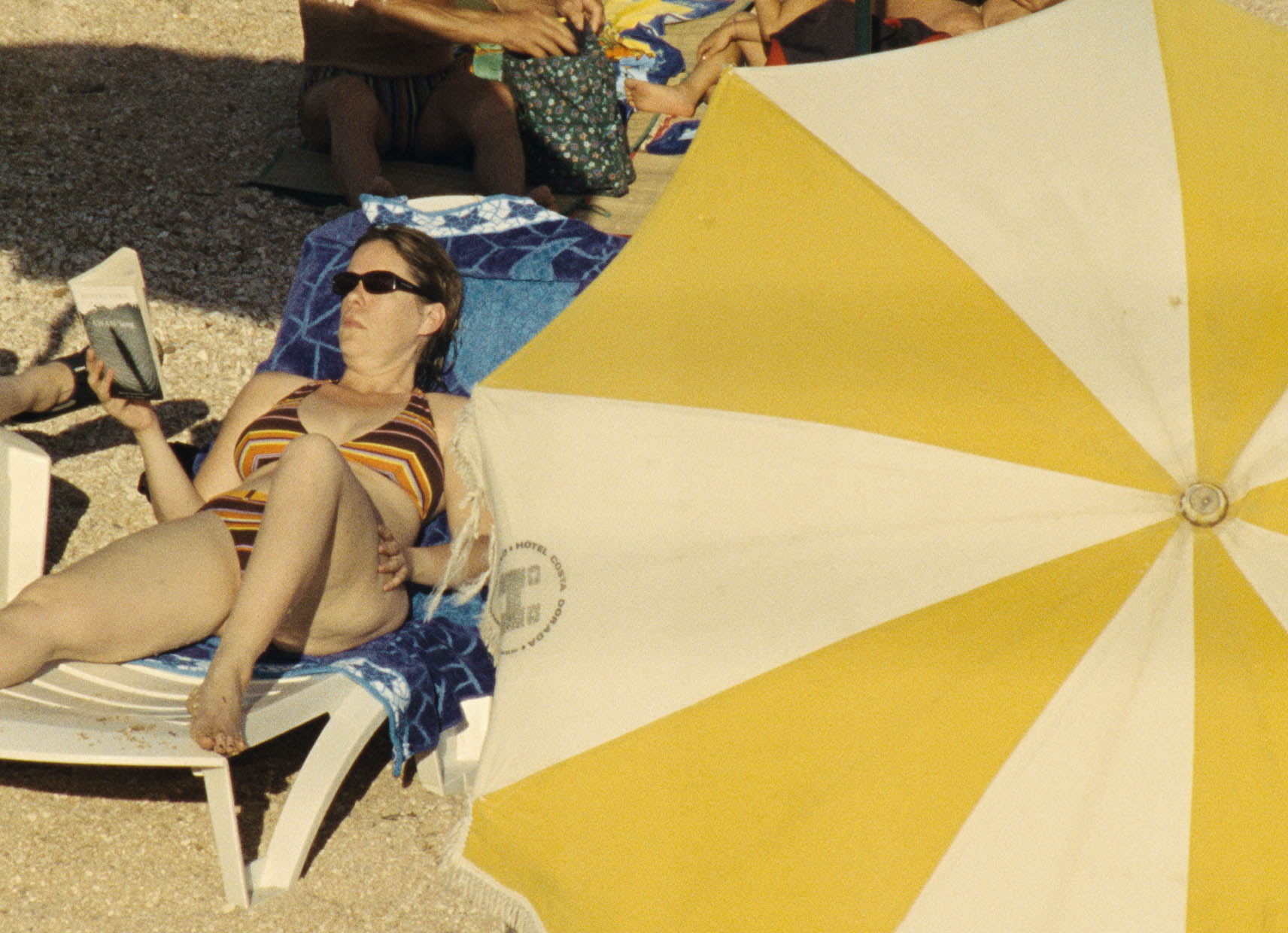
Fotogram z filmu

Do kin najednou jdou tři dokumenty. Přesněji americká přednáška, americký pamflet a jediný film – český. DiCapriův ani Moorův dokument ovšem filmařsky nestačí na Novákův Mír s tuleni. Uvažuje jako filmař, nikoli ideolog. “ Miroslava Spáčilová, MF DNES, 30. 10. 2007 